# سزائي قره قوج
أحمد سزائي قره قوج (22 يناير 1933 - 16 نوفمبر 2021)، كاتب ومفكر وقائد مجتمعي تركي، كان أحد أهم شعراء تركيا في العصر الحديث.

## حياته
وُلد سزائي قره قوج في منطقة أرجاني في ديار بكر في 22 يناير 1933، وبعدها تم نشر قصائده في المجلات الأدبية، أثناء دراسته في جامعة أنقرة كلية العلوم السياسية. وفي عام 1967 حوكم على كتابه «بعث الإسلام» ومع تأسيسه حزب الإحياء (البعث) فتح صفحة مختلفة في حياته عام 1990. كُتبت العديد من رسائل الماجستير والدكتوراه والكتب حوله، فقد ترك قره قوج إرثاً فكرياً وأدبياً كبيراً لتركيا.
تخرج من كلية العلوم السياسية في جامعة أنقرة وعمل في القطاع المالي لسنوات عديدة. كان من رواد الأدب التركي الذي سعى إلى مد الجسور بين المعتقدات الإسلامية التقليدية وتقنيات الشعر الحديثة.
يرى ثلاثة عناصر أساسية للشاعر. هذه العناصر الثلاثة التي يسميها مثلث بير جينت، وفقًا لـ قره قوج، موجودة في مسرحية هنريك إبسن، بير جينت. هذه العناصر الثلاثة هي: يجب أن يكون الشاعر هو نفسه. لكي يكون هو نفسه شاعرًا يجب أن يتغير. العنصر الثاني: يجب أن يكون الشاعر مقتنعًا بنفسه. يجب أن يحب الشاعر فنه بينما يتحول بواسطته. ثالثًا: لكي يكون المرء قانعًا بذاته، يجب أن يشعر المرء بالبهجة. لا يأتي هذا الفرح من الحياة بل من ترك الحياة.

## من مؤلفاته
- «كورفيز» (الخليج، 1959)
- «سيسلر» (أصوات، 1968)
- «زمانا أدانميش سوزلر» (كلمات مكرسة للزمن، 1970)
- «أينلر» (ريتس، 1977)

## روابط خارجية
- Sezai Karakoç - عن شعره